# London Lions (pallacanestro)
I London Lions sono una squadra britannica di pallacanestro professionistica con sede a Stratford, East London (Inghilterra), e competono nella Super League Basketball (SLB), la massima divisione della pallacanestro britannica.
Il club fu originariamente fondato nel 1977 con il nome di Hemel Hempstead Lakers. In seguito al passaggio di proprietà a Vince Macaulay nel 1993, la squadra si trasferì prima a Watford, poi a Milton Keynes, dove assunse la denominazione di Milton Keynes Lions. Proprio a Milton Keynes arrivò il primo trofeo nella storia del club, la BBL Cup vinta nel 2008.
Nel 2012 i Lions si trasferirono a Londra, stabilendo la propria sede all' arena Copper Box nel Parco Olimpico di Londra, disputando inoltre occasionali partite di EuroCup alla Wembley Arena.
Nel 2020 la squadra fu acquistata dal gruppo 777 Partners, ponendo fine alla gestione di Macaulay durata 27 anni. Tuttavia, al termine della stagione 2023-24, a seguito del crollo finanziario dei proprietari, accusati di frode, il club rischiò il fallimento. Per la stagione 2024-25, i Lions furono salvati grazie all’ingresso della società lituana Tesonet, già azionista di minoranza del BC Žalgiris.

## Storia

### Hemel Hempstead Lakers
Il club nacque inizialmente nella cittadina di Hemel Hempstead, a circa 40 km a nord-ovest di Londra, con il nome di Hemel Hempstead Lakers. La squadra prese il nome da una delle più celebri franchigie della NBA, i Los Angeles Lakers, adottandone anche i colori sociali, il viola e oro. 
Nel 1977, i Lakers entrarono nella Division 2 della National Basketball League, ottenendo un’ottima prima stagione chiusa al quinto posto (su 11 squadre) con un record di 10–10. La seconda stagione fu ancora più positiva: la squadra concluse al secondo posto in Division 2 (15–3), conquistando così la promozione nella National Basketball League, la massima serie nazionale.
Con l’ingresso nella massima lega, il club ottenne una sponsorizzazione di rilievo da Ovaltine, marchio di bevande, e come parte dell’accordo assunse la denominazione Ovaltine Hemel Hempstead. La franchigia divenne una forza riconosciuta in Division 1, chiudendo regolarmente nei piani alti della classifica, raggiungendo più volte le semifinali playoff, con un terzo posto nel 1981. Terminata la sponsorizzazione Ovaltine e dopo un contratto annuale con la catena Poundstretcher, la squadra assunse nel 1985 il nome di Hemel Royals.
Sul parquet, però, i risultati non furono più quelli degli anni precedenti, con posizioni di metà classifica. Nonostante ciò, questo periodo fu considerato un’epoca d’oro per la pallacanestro britannica e Hemel seppe portare in Inghilterra numerosi talenti americani. Dick Miller è ricordato come il più grande difensore della storia della franchigia. Harvey Knuckles, ritenuto uno dei migliori giocatori che abbiano mai calcato i parquet inglesi. A loro si aggiunsero altri nomi di spicco: Steve Hale, scelto al quarto giro del Draft NBA, Sam Smith e Daryl Thomas.
Per la stagione 1989-1990, la franchigia decise di lasciare la massima serie – che nel frattempo aveva assunto il nome di Carlsberg League grazie alla sponsorizzazione del gruppo Carlsberg – per tornare in seconda divisione, ribattezzata NBL Division 1. Dopo una sola stagione, chiusa al quarto posto (14–8), i Royals tornarono nella Carlsberg League. Tuttavia, nel 1992-1993, la squadra concluse all’ultimo posto con un record di 4–29, retrocedendo nuovamente in Division 1. Successivamente fu però riammessa nella neonata BBL (British Basketball League) per la stagione successiva.
Da lì iniziò un periodo buio: per oltre un decennio la squadra non riuscì mai a uscire dalle ultime tre posizioni di classifica. Tuttavia, con l’abolizione del sistema di promozioni e retrocessioni tra BBL e Division 1, le scarse prestazioni ebbero scarso impatto sulla permanenza nella lega.

### Watford Royals
La mancanza di risultati e il progressivo deterioramento dell’impianto casalingo spinsero la franchigia a valutare un trasferimento. La scelta cadde sulla vicina cittadina di Watford. In vista del cambio di sede, nel 1996 il club assunse la denominazione Hemel & Watford Royals e nel 1997 si trasferì dal Dacorum Centre al Watford Leisure Centre.
Il trasferimento, però, non ebbe effetti positivi sul rendimento della squadra: nella stagione 1997-1998 i Royals conclusero all’ultimo posto (13º su 13) con un record di 3–33. La permanenza a Watford durò appena una stagione: nel 1998, con la promessa di un futuro palazzetto dedicato nella città di Milton Keynes, la squadra si trasferì nuovamente, assumendo la nuova denominazione di Milton Keynes Lions.

### Milton Keynes Lions
Le prestazioni dei Lions sul parquet migliorarono immediatamente e la franchigia iniziò una lenta ma evidente ripresa, raggiungendo nel 2000 le semifinali della National Cup e i Play-off di fine stagione per la prima volta dopo otto anni. Dopo una stagione molto positiva, nel 2002 la squadra centrò la sua prima finale importante con la partecipazione alla BBL Trophy disputata alla SkyDome Arena. I Lions lottarono con grande intensità ma alla fine furono sconfitti per 90–89 dai Chester Jets. Da allora i Lions si mantennero una presenza competitiva in campionato, qualificandosi spesso ai Play-off di fine stagione (sebbene senza incidere sul risultato finale), e l’approdo alla semifinale di BBL Cup nel 2005 fu considerato un traguardo significativo.
L’8 maggio 2007 fu annunciato che l’allenatore Tom Hancock non sarebbe rimasto sulla panchina dei Lions per la stagione 2007–08, dopo un solo anno alla guida. Il 17 maggio, il club comunicò che il proprietario Vince Macaulay-Razaq, ex giocatore e coach della franchigia, sarebbe stato nominato capo allenatore per la stagione successiva. L’ingaggio in pre-stagione di Yorick Williams fu un colpo di mercato importante, che per molti tifosi segnò l’inizio di una nuova era. In quel periodo entusiasmante, e in preparazione al trasferimento in una nuova arena, la società avviò anche un processo di rebranding, ridisegnando il logo e modificando i colori sociali dal tradizionale viola e oro a una combinazione più dinamica di nero, oro e bianco. Contestualmente venne creata una nuova academy in collaborazione con il Milton Keynes College, guidata dal giocatore dei Lions Mike New.
Con Macaulay nuovamente al comando, dentro e fuori dal campo, le ambizioni della squadra crebbero subito. Il roster si rese protagonista di prestazioni entusiasmanti e, alla pausa natalizia, i Lions erano in piena corsa per il titolo, secondi solo ai rivali dei Newcastle Eagles, che furono però battuti dai Lions nella loro prima storica finale di BBL Cup disputata il 13 gennaio 2008 alla National Indoor Arena (NIA). I Milton Keynes condussero gran parte della gara e si imposero per 69–66, conquistando così il primo trofeo della storia del club.
Nel 2008 i Lions si aspettavano di trasferirsi nella nuova Marshall Arena da 4.500 posti, situata accanto allo Stadium MK, casa della squadra di calcio dei Milton Keynes Dons. Il nuovo impianto sarebbe stato uno dei più moderni e capienti della BBL, al livello di quelli dei Rocks e degli Eagles. Tuttavia, il completamento dell’arena subì ritardi a causa del rinvio di alcuni progetti commerciali previsti nell’area, i cui introiti avrebbero dovuto finanziare la costruzione. Con la prevista demolizione del vecchio impianto, il Bletchley Centre, fissata per novembre 2009, e l’assenza di un’alternativa concreta, il futuro della franchigia a Milton Keynes appariva incerto.
Sul parquet, le aspettative erano alte dopo l’annata precedente, ma la stagione 2008–09 iniziò male: sconfitta nella Cup Winners’ Cup contro i Guildford Heat, perdendo per 91–89 all’andata a Guildford, e 68–60 al ritorno al Bletchley, per un complessivo 159–149). Seguì l’eliminazione nei quarti di finale della BBL Cup per mano degli Everton Tigers, e l’uscita al primo turno della BBL Trophy. La stagione si concluse bruscamente nell’aprile 2009 con un record di 14–19 e il 9º posto in classifica, che sancì l’esclusione dai Play-off di fine stagione.
Con la demolizione del Bletchley Centre ormai imminente, il club si mise alla ricerca di una nuova sede per le partite casalinghe e il 31 luglio 2009 annunciò che, a partire da gennaio 2010, i Lions avrebbero giocato al Middleton Hall presso il Central Milton Keynes shopping centre, come soluzione temporanea in attesa del completamento della nuova arena, previsto per la fine dell’anno. L’ultima partita al Bletchley Centre fu disputata il 18 dicembre 2009, davanti a un pubblico gremito, e si concluse con una drammatica vittoria per 98–97 sui Guildford Heat. Robert Youngblood segnò il punto decisivo dalla lunetta, realizzando così l’ultimo canestro nella vecchia casa dei Lions.
Dopo che il Middleton Hall decise di adottare modifiche che non lo rendevano più idoneo al basket, i Lions furono costretti ancora una volta a cercare una nuova sede per almeno la stagione 2010-2011. Il club trovò un accordo per un contratto di tre partite a Stoke Mandeville, ad Aylesbury, per iniziare la stagione, e nel frattempo decise di ristrutturare un sito nel centro di Milton Keynes da utilizzare come campo casalingo per il resto dell’annata. Fu quindi stipulato un contratto triennale per l’utilizzo di un capannone a Winterhill, da convertire in un’arena da basket con 1.400 posti e impianto di allenamento. L’impianto fu inaugurato alla fine di novembre 2010 con il nome di MK Lions Arena .
Nella sua prima stagione da capo allenatore, l’ex giocatore dei Lions Mike New portò la squadra a un deludente 10º posto nella British Basketball League 2010-2011. Nonostante l’apertura di una moderna arena dedicata al basket, dotata di due campi permanenti che permettevano a tutte le squadre del club di allenarsi con maggiore continuità, i Lions non riuscirono a qualificarsi per i play-off. Una delle poche note liete fu l’americano Demarius Bolds, guardia capace di distinguersi tra i leader statistici della lega, venendo nominato giocatore dell’anno dei Lions.

### Addio a Milton Keynes
Al termine della stagione 2011–12, i proprietari della Prestige Homes Arena esercitarono una clausola di recesso nel contratto di affitto per convertire l’impianto in un centro commerciale. La richiesta di trasformazione da struttura sportiva a spazio commerciale fu approvata dal Milton Keynes Council, lasciando così il club senza un’arena casalinga per la terza volta in altrettante stagioni.
Il proprietario Vince Macaulay trascorse l’estate del 2012 alla ricerca di una nuova sede per le partite interne dei Lions, arrivando perfino ad appellarsi pubblicamente alle aziende locali per un aiuto, mentre da diverse città del Regno Unito arrivavano offerte per ospitare il trasferimento della squadra. Il 17 luglio, un quotidiano locale rivelò che erano ancora in corso trattative per mantenere i Lions a Milton Keynes, con Macaulay intenzionato a concludere un accordo in tempo utile per iniziare la nuova stagione, prevista con la gara inaugurale in trasferta contro i rifondati Manchester Giants il 21 settembre.
Il 30 luglio, con l’interesse nazionale verso il basket alimentato dalla partecipazione della Gran Bretagna al torneo olimpico di Londra 2012, Macaulay dichiarò di non essere riuscito a trovare una nuova sede e che il club sarebbe stato costretto a lasciare Milton Keynes. Oltre alla perdita delle partite professionistiche, il trasferimento rappresentò un duro colpo per la comunità locale, che dal 1998 aveva beneficiato di ampi programmi scolastici e giovanili legati al basket. Non era chiaro quale sarebbe stato l’impatto della partenza della squadra sulle numerose scuole e sui progetti comunitari attivi, ma Macaulay espresse il desiderio di rimanere comunque coinvolto nello sviluppo della pallacanestro giovanile a Milton Keynes.
Completamente a corto di opzioni nell’estate del 2012, Macaulay decise di sfruttare il dibattito legato all’eredità dei Giochi Olimpici di Londra 2012 e si informò sulla possibilità di utilizzare alcune delle strutture costruite per l’evento come nuova casa per la squadra. Alla fine, avviò trattative con i nuovi proprietari dell'Arena Copper Box e così i Milton Keynes Lions, presto ribattezzati in London Lions, trovarono la loro nuova casa.

### London Lions
L’8 agosto 2012, un articolo del Milton Keynes Citizen annunciò ufficialmente che i Lions si sarebbero trasferiti a Londra per la stagione 2012-13, stabilendosi alla Copper Box nel Queen Elizabeth Olympic Park . Poiché l’impianto era stato utilizzato per la pallamano durante i Giochi Olimpici di Londra 2012 e per il goalball durante le Paralimpiadi, fu necessario un periodo di conversione per l’adattamento al basket. Pertanto, i Lions iniziarono la stagione disputando le partite casalinghe al Crystal Palace National Sports Centre. Il proprietario Vince Macaulay-Razaq dichiarò che il club avrebbe comunque mantenuto un legame con Milton Keynes, mantenendo attiva la Milton Keynes College Lions Basketball Academy.
Dopo il trasferimento a Londra, l’allenatore Mike New decise di restare a Milton Keynes per proseguire il lavoro con l’Academy, lasciando così la guida tecnica della prima squadra allo stesso proprietario Vince Macaulay. I London Lions furono ufficialmente lanciati come l’unico club professionistico di pallacanestro con sede a Londra. La squadra concluse la stagione regolare al 6º posto, ma fu eliminata ai quarti di finale dei play-off dai Worcester Wolves.
Per la stagione 2014-15 i Lions ingaggiarono gli MVP delle due precedenti edizioni della BBL, Drew Sullivan e Zaire Taylor. La squadra raggiunse la semifinale della BBL Trophy, persa contro i Leicester Riders, e chiuse la stagione regolare al 6º posto. Nei play-off, i Lions eliminarono i Worcester Wolves ai quarti e i Cheshire Phoenix in semifinale, qualificandosi così alla finale disputata davanti a 14.700 spettatori alla O2 Arena. In finale furono sconfitti dai Newcastle Eagles, che completarono il “Grande Slam” vincendo tutti i trofei nazionali.

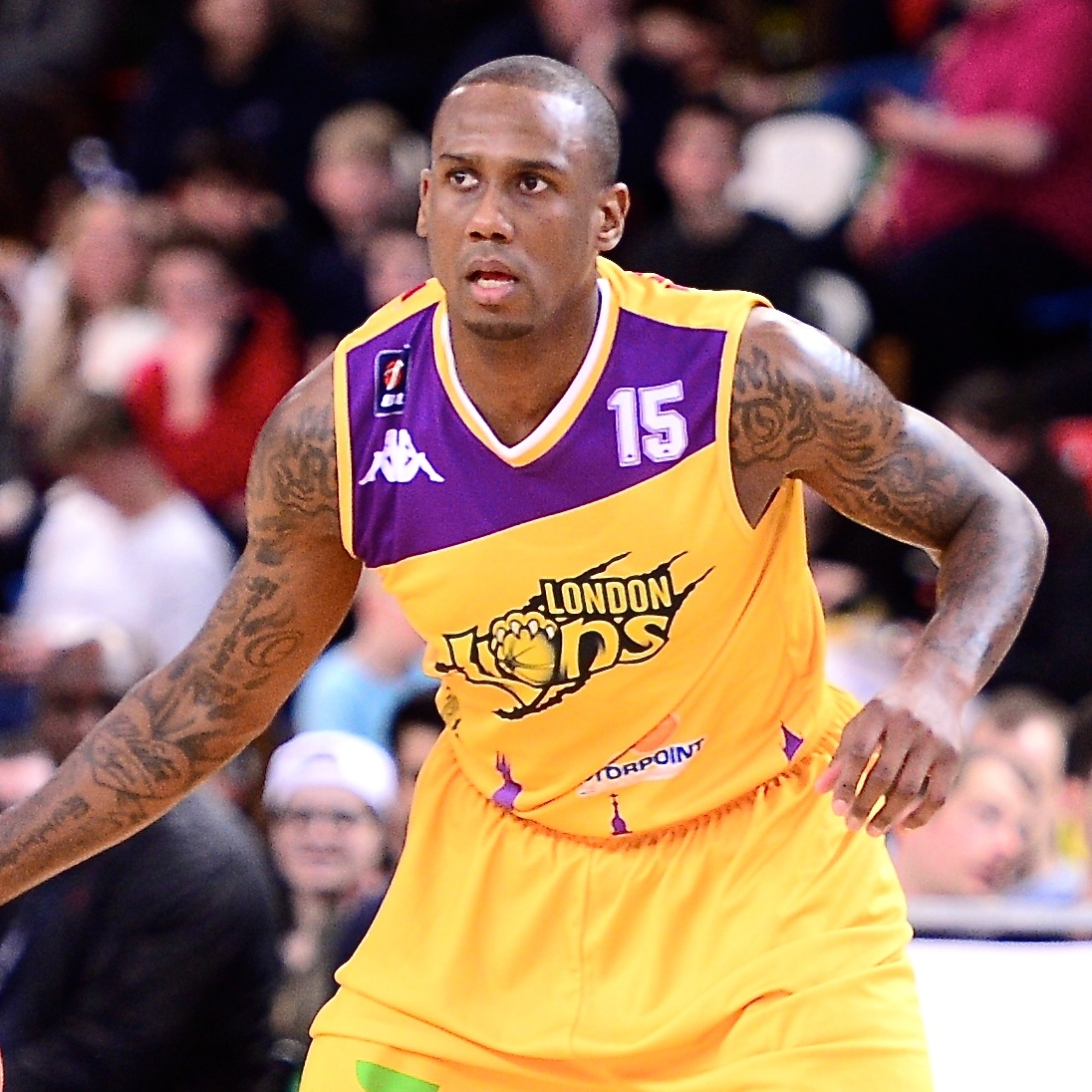
Alex Owumi, giocatore dei London Lions dal 2015 al 2017.

Per la stagione 2015-16 la guida tecnica passò a Nigel Lloyd. Joe Ikhinmwin, unico veterano confermato della squadra finalista dei play-off dell’anno precedente, fu nominato capitano. Nell’ottobre 2015 fece ritorno Olumide Oyedeji, chiamato a sostituire il lungo infortunato Demond Watt. A dicembre si aggiunse anche Alex Owumi, in seguito a ulteriori cambiamenti nel roster. La stagione si concluse con l’eliminazione ai quarti di finale dei play-off per mano degli Sheffield Sharks, che poi avrebbero conquistato il titolo.
Nigel Lloyd venne confermato alla guida tecnica anche per la stagione 2017-18, con il ritorno di Alex Owumi, Andre Lockhart, Jamal Williams, Joe Ikhinmwin e Kai Williams. Tornarono anche Zaire Taylor, dopo un anno di assenza, insieme a Derek Hall e Rashad Hassan. L’inizio di stagione, con un record di 9–1 in tutte le competizioni, lasciava presagire grandi prospettive, ma la partenza di Hall dopo sole tre partite e l’infortunio di stagione di Jamal Williams compromisero la forma della squadra che nonostante tutto riuscì a raggiungere le finali dei BBL Playoff, dove però venne sconfitto dai Leicester Riders. 
All’inizio della stagione 2017–18 Lloyd lasciò il ruolo di capo allenatore e fu sostituito da Mariusz Karol, che guidò la squadra a un avvio di stagione da 9–3 prima di incassare quattro sconfitte nelle successive sei partite. Questo portò a una risoluzione consensuale con la dirigenza e al ritorno in panchina del proprietario/dirigente Vince Macaulay-Razaq.
La squadra, nella stagione 2018-19 conquistò il suo primo trofeo dalla rifondazione come London Lions, battendo i Glasgow Rocks nella finale di BBL Cup. Successivamente fu sconfitta dai London City Royals nella finale di BBL Trophy, ma riuscì a vincere la British Basketball League.
In vista della stagione 2019-20 i Lions cambiarono i colori sociali dal tradizionale viola e oro a nero, argento e bianco. La stagione fu però interrotta prematuramente a causa della pandemia di COVID-19, senza che fosse assegnato alcun titolo di campione.
Nella stagione 2020–21, i London Lions presero parte per la prima volta nella loro storia a una competizione europea. Furono infatti confermati nel turno di qualificazione per la quinta edizione della Basketball Champions League (BCL); tuttavia non riuscirono a qualificarsi alla fase a gironi, venendo sconfitti per 77–73 dai lituani del Neptūnas Klaipėda nello spareggio in gara secca.
I Lions furono acquisiti dal gruppo statunitense 777 Partners, che rilevò la società da Vince Macaulay, ponendo fine alla sua gestione durata 27 anni. Nel dicembre 2021, 777 Partners acquistò anche il 45% della British Basketball League (BBL) per 7 milioni di sterline. Il restante capitale della lega è detenuto dai 10 club partecipanti, inclusi i Lions, il che di fatto garantì a 777 un controllo diretto sulla BBL.
Nella stagione 2021–22, i Lions debuttarono nella FIBA Europe Cup, che segnò anche l’esordio assoluto nella fase a gironi di una competizione europea per la squadra londinese. Il 13 ottobre 2021, i Lions ottennero la loro prima storica vittoria europea battendo in trasferta i Donar Groningen.
Nella stagione 2022–23, i London Lions presero parte per la prima volta alla EuroCup, raggiungendo i playoff, ma venendo eliminati al primo turno. Nell'edizione 2023-24, la squadra riuscì ad andare oltre, arrivando fino alle semifinali della seconda competizione europea per importanza, diventando così la prima squadra britannica a riuscirci. Furono però eliminati dai grandi favoriti del torneo, i francesi del Paris Basketball.
Nel giugno 2024, fu confermato che i Lions sarebbero stati esclusi dalla stagione 2024-25 di EuroCup a causa delle incertezze legate alla loro stabilità finanziaria. Pochi mesi dopo emerse che il club era a rischio di bancarotta.
Nell’agosto 2024, fu annunciato che la compagnia tecnologica lituana Tesonet, già azionista del BC Žalgiris, aveva rilevato il club da 777 Partners. Lo Žalgiris Group concesse inoltre un prestito di tre mesi per coprire i “costi essenziali” del club.

## Palazzetti
| # | Arena                                 | Capacità | Città           | Periodo       |
| - | ------------------------------------- | -------- | --------------- | ------------- |
| 1 | Dacorum Leisure Centre                | –        | Hemel Hempstead | 1977–1997     |
| 2 | Watford Leisure Centre                | –        | Watford         | 1997–1998     |
| 3 | Bletchley Centre                      | 1,000    | Milton Keynes   | 1998–2009     |
| 4 | Middleton Hall                        | 1,200    | Milton Keynes   | 2010          |
| 5 | Prestige Homes Arena                  | 1,400    | Milton Keynes   | 2010–2012     |
| 6 | Crystal Palace National Sports Centre | 1,500    | Londra          | 2012–2013     |
| 7 | Copper Box                            | 7,500    | Londra          | 2013–presente |

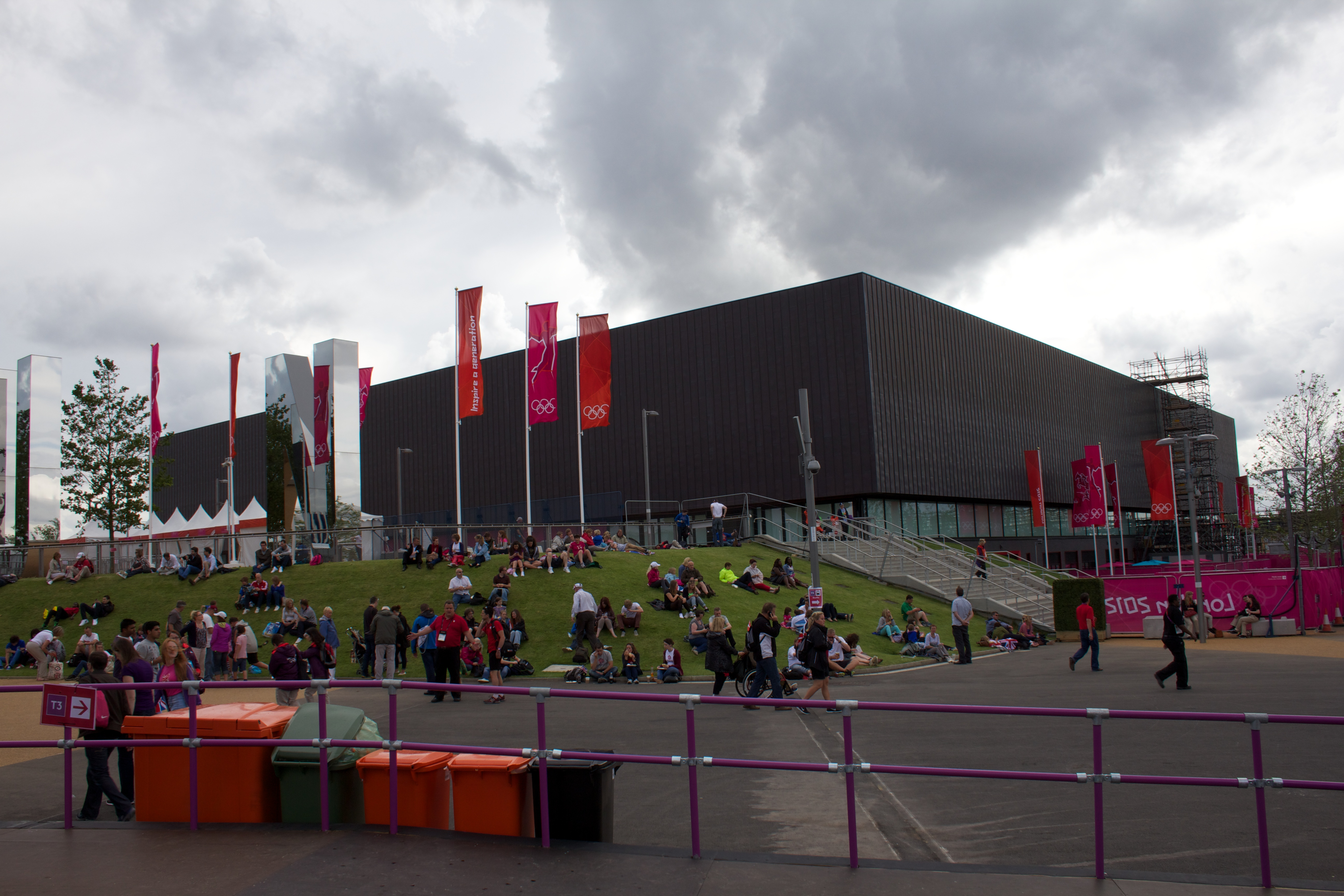
Vista esterna dell'Arena Copper Box, casa dei Lions dal 2013.

Tra il 1998 e il 2002, alcune partite casalinghe furono disputate alla Planet Ice Milton Keynes per motivi legati alla trasmissione televisiva delle partite. Tra il 2017 e il 2020, alcune partite casalinghe furono giocate alla University of East London SportsDock e al Brixton Recreation Centre. Nella stagione 2022-23, alcune partite casalinghe di competizioni europee furono disputate alla Wembley Arena.

## Palmarès
SLB Championship
- Campione: (1) 2024-25

British Basketball League
- Campione: (3) 2018-19, 2022-23, 2023-24
- Secondo posto (2) 2017-18, 2020-21

BBL Play-offs
- Campione: (2) 2022-23, 2023-24
- Finalista  (5) 2007-08, 2014-15, 2017-18, 2020-21, 2021-22

BBL Cup
- Campione: (3)  2007-08, 2018-19, 2022-23
- Finalista  (1) 2020-21

BBL Trophy
- Campione: (1)  2020-21
- Finalista (4) 2001-02, 2018-19, 2021-22, 2023-24

## Roster 2025-2026
| London Lions 2025-2026 | London Lions 2025-2026 |
| Giocatori              | Staff tecnico          |
| ---------------------- | ---------------------- |

| N. | Naz.                                            | Ruolo | Nome               | Anno | Alt.   | Peso   |  |
| -- | ----------------------------------------------- | ----- | ------------------ | ---- | ------ | ------ |  |
| 0  | Regno Unito (bandiera)                          | AG    | Ovie Soko          | 1991 | 203 cm | 102 kg |  |
| 1  | Stati Uniti (bandiera)                          | A     | Joel Scott         | 2001 | 201 cm | 102 kg |  |
| 3  | Regno Unito (bandiera)                          | A     | Ciaran Sandy       | 1999 | 201 cm | 98 kg  |  |
| 5  | Regno Unito (bandiera)                          | G     | Amin Adamu         | 1997 | 194 cm | 86 kg  |  |
| 6  | Regno Unito (bandiera)                          | AP    | Mo Soluade         | 1995 | 196 cm | 89 kg  |  |
| 10 | Regno Unito (bandiera)                          | C     | Ethan Price        | 2001 | 208 cm | 104 kg |  |
| 11 | Stati Uniti (bandiera)                          | A     | Ryan Mikesell      | 1996 | 201 cm | 98 kg  |  |
| 13 | Stati Uniti (bandiera)                          | C     | Johnathan Williams | 1995 | 206 cm | 103 kg |  |
| 21 | Canada (bandiera) · Regno Unito (bandiera)      | AP    | Aaryn Rai          | 1998 | 198 cm | 98 kg  |  |
| 22 | Regno Unito (bandiera) · Stati Uniti (bandiera) | G     | Tarik Phillip      | 1993 | 191 cm | 87 kg  |  |
| 23 | Stati Uniti (bandiera)                          | G     | Kameron McGusty    | 1997 | 197 cm | 86 kg  |  |
| 31 | Regno Unito (bandiera)                          | A     | Deane Williams     | 1996 | 203 cm | 103 kg |  |
| 33 | Stati Uniti (bandiera)                          | PG    | Shavar Reynolds    | 1998 | 188 cm | 88 kg  |  |
| 55 | Regno Unito (bandiera)                          | G     | Matthew Goodwin    | 2005 | 190 cm | 85 kg  |  |

| Allenatore |
| - Tautvydas Sabonis |
| Assistente/i |
| - Vytautas Pliauga - Polat Kaya - Robert Youngblood Legenda - (C) Capitano - (IN) Inattivo Aggiornato al 22 luglio 2025 - Infortunato |